# Neukirchen (Østholsten)
 For alternative betydninger, se Neukirchen. (Se også artikler, som begynder med Neukirchen)
Neukirchen er en by og kommune i det nordlige Tyskland, beliggende i Amt Oldenburg-Land under Kreis Østholsten. Kreis Østholsten ligger i den østlige del af delstaten Slesvig-Holsten.

## Geografi
Neukirchen er beliggende i landskabet Wagrien ud til Østersøen, som den mod øst har en 5,6 km lang strand til. I kommunen ligger landsbyerne og bebyggelserne Bürau, Georgshof, Godderstorf, Klingstein, Kraksdorf, Löhrstorf, Michaelsdorf, Meeschendorf, Meeschendorfer Weide, Ölendorf, Ostermade, Sahna, Satjewitz, Seekamp, Sütel og Wulfshof.